# Calle de las Hileras

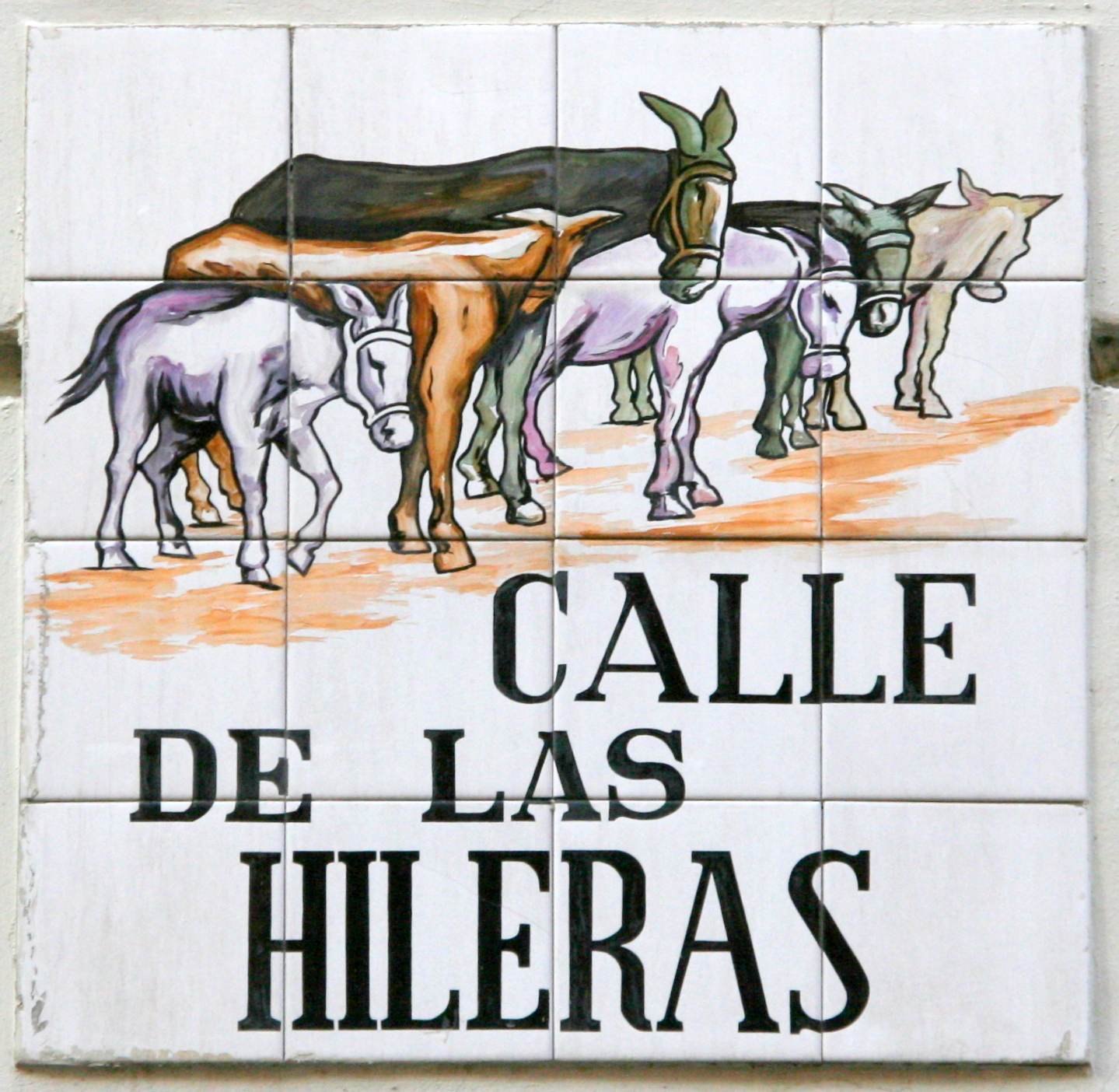
Placa del callejero antiguo de Madrid (se trata de una réplica del original del ceramista Alfredo Ruiz de Luna).

La calle de las Hileras es una vía urbana del barrio de Sol en el distrito Centro de Madrid. 
Asciende en sentido sur-norte desde la plaza de Herradores a la plaza de San Martín, atravesando la calle del Arenal. Parte de la calle se llamó en siglos pasados Bodega de San Martín.

## Historia

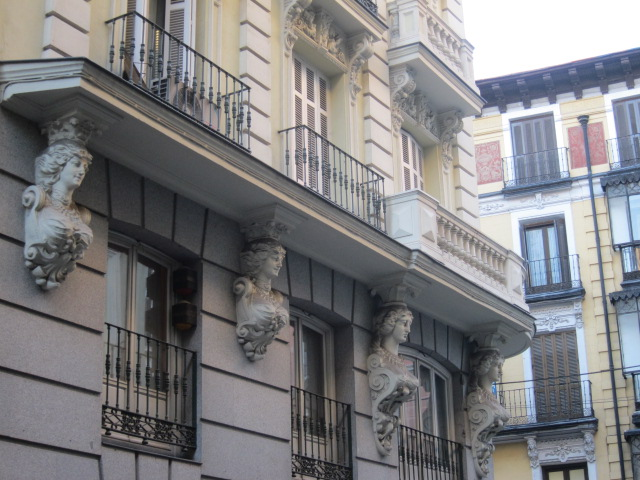
Cariátides en uno de los edificios de la calle.

Fue al parecer el camino natural que enlazaba la ciudad amurallada con el arrabal de San Martín y que, según anota Mesonero Romanos formó luego su entramado de callejuelas. Carlos Cambronero e Hilario Peñasco, en su trabajo dedicado a las calles de Madrid, recogen noticia de su urbanización en el siglo xvii, referida en una compra de terrenos para ensanchar la calle en 1638 y otros documentos sobre construcciones particulares en 1631. La vía estuvo compuesta en su origen por dos tramos, el más meridional, desde Herradores al primitivo arroyo del Arenal, y el de unión con el arrabal que subía desde la calle Arenal hasta el monasterio de San Martín y se conocía como calle de la Bodega de San Martín.
El origen de su nombre admite dos versiones legendarias. Una habla de las dos hileras de árboles que formaban el mítico quizá paseo de los jardines de la reina Leonor, esposa de Alfonso VIII de Castilla, del que, abundando en la leyenda, dicen los cronistas que fue el paseo preferido de Fernando III el Santo, cuando, siendo aún niño, su madre lo traía a la casa de campo que los reyes castellanos tenían junto al monasterio de San Martín.
La otra versión hace referencia al gremio de las hileras (o hilanderas) que tenía aquí su espacio, como calle paralela a la de los calle de Bordadores.
Al inicio de la calle, estuvo el Balneario de San Felipe Neri, siguiendo la tradición en la zona de la antigua fuente de los Caños del Peral y de los primitivos Baños Moros de José Grimaldo. El balneario, situado primero en el número 2 duplicado, amplió luego sus instalaciones para ser reinaugurado el 1 de enero de 1865.